# Siebentischwald

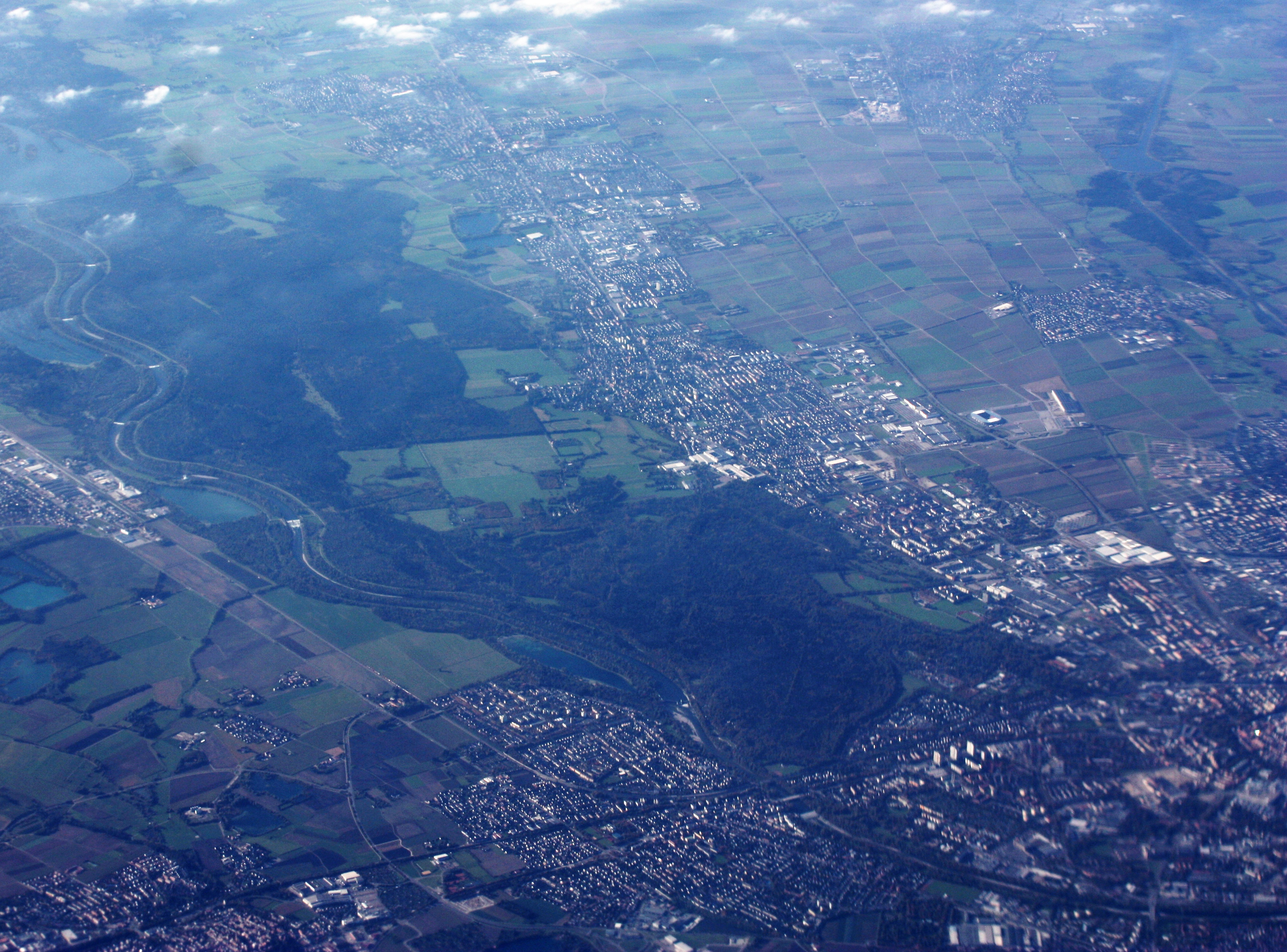
Luftbild vom Siebentischwald, Blickrichtung Süd-Südwest. Gut zu erkennen sind der Lech, der Kuhsee und Augsburg-Haunstetten-Siebenbrunn.

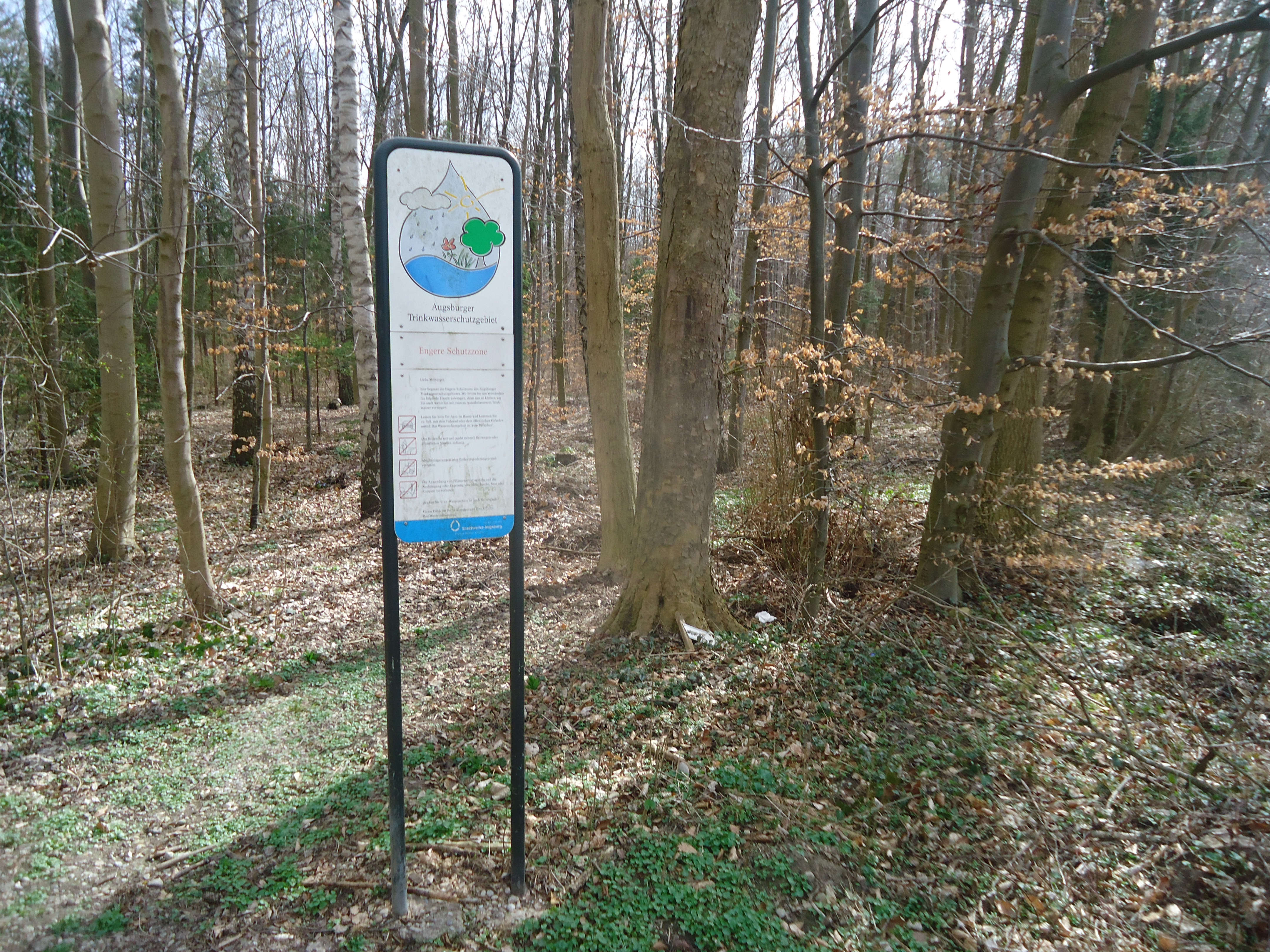
Trinkwasserschutzgebiet im Siebentischwald

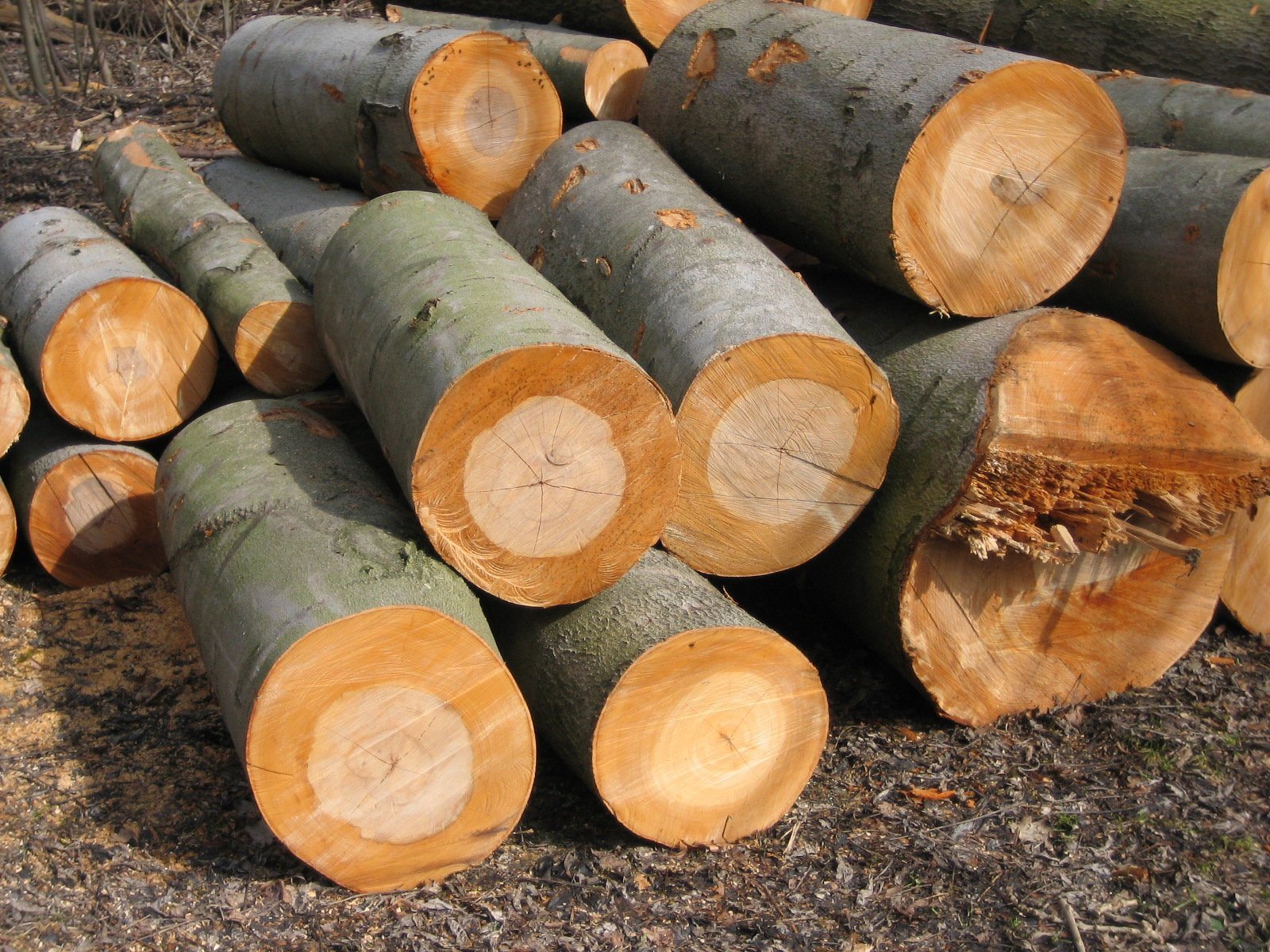
Holzeinschlag im Siebentischwald

Als Siebentischwald wird der nördliche Teil des Augsburger Stadtwaldes bezeichnet. Seine Fläche beträgt 660 ha.
Die Stadtwerke Augsburg betreiben in ihm mehrere Brunnen zur Trinkwassergewinnung.
Im nördlichen Teil des Siebentischwaldes befindet sich der Stempflesee und der Galgenablass. Südlich des Siebentischwalds befindet sich der Haunstetter Wald.
Oft werden umgangssprachlich mit „Siebentischwald“ auch die nördlich angrenzenden Siebentischanlagen bezeichnet. Dies ist nicht korrekt, da die Anlagen kein Teil des Siebentischwaldes sind, sondern ein im 19. Jahrhundert angelegter Landschaftspark.

## Wortherkunft
Der Name rührt von einer Gaststätte, die sich im Wald befand und im 19. Jahrhundert ein beliebtes Ausflugsziel war. Der Überlieferung nach soll sie ursprünglich sieben Tische besessen und daher den Namen „Siebentisch“ erhalten haben. Die Gaststätte, zuletzt ein Bau der Jahrhundertwende, wurde bei dem Luftangriff auf Augsburg 1944 so schwer beschädigt, dass man entschied, sie abzureißen. 
Die bis zum Ende des Zweiten Weltkrieges bei Veranstaltungen auf den Sportanlagen an der Ilsungstraße befahrene Stichstrecke mit Wendeschleife der Straßenbahnlinie 4, 1927 nach Haunstetten verlängert, diente nach Kriegsende als Materialspender zur Reparatur beschädigter Straßenbahnstrecken im Stadtzentrum. Sie wurde, wie die Gaststätte, nicht wieder aufgebaut. Die kleine Straßenbahnbrücke über den Lochbach am Beginn der Ilsungstraße ist heute Fußweg, einzelne Oberleitungsmasten der ehemaligen Strecke fungieren an den anliegenden Sportplätzen bis heute als Stützen für Ballfangnetze.

## Borkenkäferplage
Im Februar 1831 wurde Borkenkäferbefall festgestellt und darauf hingewiesen, die befallenen Bäumen zu fällen, solange die Käfer noch im Larvenzustand sind.

## Aktuelle Situation
Der Siebentischwald ist teilweise im Eigentum der Stadt Augsburg. Zuletzt wurde im Herbst 2007 ein größeres Teilstück an die Stadtwerke Augsburg verkauft.

## Sonstiges
Nur wenige Meter neben der Spickelanstraße, aber halb verdeckt im Wald, befindet sich ein 1802 errichtetes (und zuletzt 2003 restauriertes) Kriegerdenkmal für den österreichischen Erzherzog Karl.
2005 wurden an der Kreuzung Ilsung-/Siebentischstraße, an der sich einst die Gaststätte befand, sieben als Rastgelegenheit gedachte Tische aufgestellt.
In der Nacht zum 28. Oktober 2011 wurde ein 41 Jahre alter Polizeibeamter im Siebentischwald erschossen (Polizistenmord in Augsburg 2011).
Die Tennisanlage des TC Augsburg befindet sich am Rande des Siebentischwaldes, weswegen der Verein auch als TC Augsburg Siebentisch bezeichnet wird.